# شهرستان داراب
شهرستان داراب یکی از شهرستان‌های استان فارس ایران است. مرکز این شهرستان، شهر داراب است. داراب تنها شهرستان ۵ بخشی استان فارس می‌باشد.

## نام
نام شهر داراب برگرفته از داریوش دوم (داراب) می‌باشد. البته روایت‌های گوناگونی در این مورد وجود دارد. داراب یکی از شاهان ایران در شاهنامهٔ فردوسی است، که پدر دارا (داریوش سوم هخامنشی) شناخته می‌شود. با توجه به تاریخ سنتی ایران، داراب با داریوش دوم هخامنشی همسان انگاشته می‌شود.

## آب و هوا

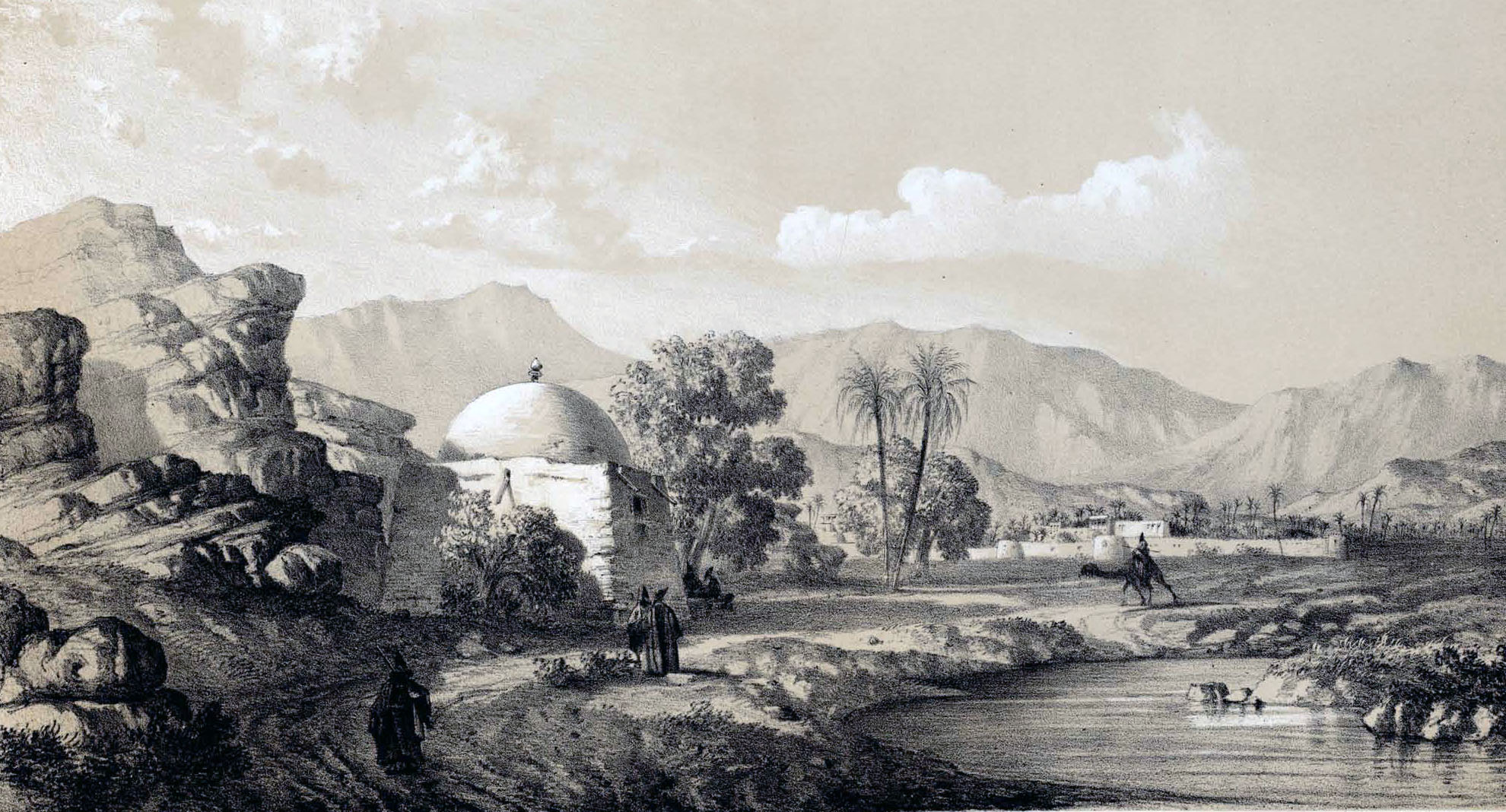
منظره داراب در اوایل دوره قاجار

بشتر مناطق شهرستان داراب از نظر آب و هوایی گرمسیری است که بارش در آن بیش‌تر به صورت باران است و در طول سال از ۳۵۰ میلی‌متر تجاوز نمی‌کند. در قسمتی از داراب که به کوهستان مشهور می‌باشد آب و هوا به نسبت سرد و کوهستانی می‌باشد و در زمستان در بیش‌تر مناطق کوهستان برف می‌بارد. شغل بیش‌تر مردم در روستاها کشاورزی است. مرکبات آن شهره شهرهای دیگر و حتی کشورهای حوزه خلیج فارس می‌باشد. البته محصولات باغی دیگر داراب نیز شهرت دارند مانند انار تَنگ طه، خصوصاً انار شیرین شهوار که از شهرت بالایی برخوردار بوده و بیش‌تر به کشورهای دیگر صادر می‌گردد. گل محمدی منطقه کوهستان یا سرکوه، از جمله روستاهای نوایگان و لایزنگان نیز از کیفیت بسیار بالایی برخوردار است، و در سطح کشور هم از نظر میزان تولید و هم کیفیت محصول، به دلیل کشت دیم و ارگانیک بودن، بی‌نظیر است.

## پیشینه تاریخی
شهر داراب در زمان‌های گذشته دارابگرد نامیده می‌شد و از کهن‌ترین شهرهای ایران و جهان محسوب می‌گردد قدمت این شهر براساس مطالعات باستان‌شناسی به هزاره‌های پنجم و ششم قبل از میلاد مقارن با عصر سفال نخودی بازمی‌گردد. تپه‌ها و تل‌های ماقبل تاریخ پیرامون شهر بیانگر این موضوع می‌باشند. این شهر برمبنای شواهد تاریخی در دوران هخامنشیان به صورت مدور بنا می‌گردد و به عنوان مهم‌ترین شهر آبادان شرق فارس در دشت بزرگی بنا می‌شود. علت مدور بودن شهر اهمیت حفاظت از آن بوده است. براساس روایت فردوسی طوسی بانی این شهر داراب شاه (دارای بزرگ) است که در ادبیات ایرانی و اسلامی از وی به عنوان داریوش بزرگ یاد می‌شود. شهر به صورت مدور در میان دشت بزرگی ایجاد شده است و پیرامون آن کَندَگ یا خندق بزرگی برای حفاظت از شهر ایجاد نموده‌اند. بسیاری از محققان اعتقاد دارند این شهر از تأسیسات عصر هخامنشی محسوب می‌گردد. شهر دارابگرد در عصر ساسانی به عنوان مقر اردشیر بابکان سرسلسله این خاندان از اهمیت و اعتبار ویژه‌ای برخوردار می‌گردد. به عقیده اصطخری شهر دارابگرد سومین ولایت بزرگ پارس بوده است. یکی از بزرگ‌ترین ضرابخانه‌های پارس در شهر دارابگرد ایجاد شده بود. این شهر در دوران اسلامی نیز اهمیت خود را همچنان حفظ می‌نماید و یکی از مهم‌ترین ولایات پارس محسوب می‌شده است. (برگرفته از داراب در آئینه تاریخ تألیف محمدباقر مهاجر)
داراب بزرگان زیادی را در طی سالیان دراز به جهان معرفی نموده از عارف نامی ملا احمد دارابی گرفته تا حکیم سید نورالدین دارابی که هر دو در قرون ۱۴ و ۱۵ می‌زیسته‌اند. از افراد سالیان نه چندان دور می‌توان به شاعر فولکوریک و شهردار اسبق داراب حسین آزما، محمد معمارزاده، اردلان سرفراز و رحمت‌الله جعفری نام برد.
بزرگان داراب عبارتنداز:ببراز خان استخری، امیرآقاخان بهارلو، حسین خان بهارلو، عبدالحسین خان سهامپور، امیرهوشنگ خان سهامپور، خانباز خان بهارلو، خرم خان استخری، رضاخان سرفراز، مسعودخان سرفراز، حسین خان مشیری، محمدحسن خان بهارلو، محمدخان استخری، علیرضاخان بهارلو، علی خان سهامپور، علی محمد خان ادب، منوچهر خان استخری، حسین خان استخری، اسماعیل دهقان (بزرگ)، علی خان استخری، امیرقلی خان خسروی، جلال خان احمدلو، احمدخان استخری، ابراهیم خان استخری، یحیی خان استخری، اسماعیل خان سرفراز (منصور دیوان)

### باستان‌شناسی
براساس پژوهش‌های باستان‌شناسی قدمت این منطقه که در گذشته دارابگرد نامیده می‌شده است به هزارهٔ پنجم قبل از میلاد (عصر سفال نخودی و مقارن با تمدن سیلک ۲ کاشان) می‌رسد. تپه‌ها و تل‌های باستانی مناطق مادوان و خسویه ازجمله آثار زیستگاه‌های انسانی در دوران ماقبل تاریخ در ناحیه دارابگرد می‌باشند. بنای شهر کهن دارابگرد که آثار آن در ۷ کیلومتری جنوب شهر کنونی داراب قراردارد، بر اساس شواهد موجود به اوایل دوران هخامنشیان می‌رسد.

### هخامنشیان و اشکانیان
برمبنای روایات تاریخی و نوشته مورخان و نویسندگان متقدم مانند طبری، حمزه اصفهانی، یعقوبی، ثعالبی، بلعمی، ابن اثیر و… شهر دارابگرد توسط دارای بزرگ که در ادبیات پهلوی و اسلامی از وی به نام داریوش بزرگ یادشده ایجاد می‌شود و فردوسی شاعر نامور ایران در این باره می‌گوید:
| چو بگشاد داننده زآن آب‌بند |  | یکی شهر فرمود بس سودمند   |
| بفرمود کزهند وز رومیان    |  | بیارند کارآزموده ردان     |
| چو دیوار شهر اندر آوردگرد |  | ورا نام کردند دارابگرد    |
| یکی آتش افروخت از تیغ کوه |  | پرستیدن آذر آمد گروه      |
| ز هرپیشه‌ای کارگر خواستند  |  | همه شهر ازایشان بیاراستند |

شهر قدیم دارابگرد در دوران هخامنشیان منطقه‌ای آبادان و پررونق بوده است. ظاهراً این منطقه تحت حکومت آریامنه قرار داشته است. در دوران سلوکیان و اشکانیان ولایت دارابگرد دارای حکومت نیمه مستقلی بوده که پادشاهان آن از حاکم پارس اطاعت می‌کرده‌اند. نام آخرین امیر دارابگرد در عصر اشکانیان پیری یا تیری بوده است و اردشیر بابکان سرسلسله ساسانیان در نزد وی پرورش می‌یابد.

### ساسانیان
آخرین امیر دارابگرد درعصر اشکانیان پیری نام داشته و پس از وی اردشیر بابکان بر این شهر تسلط می‌یابد و سپس با کنترل سراسر
خاولتععبزردت سیس می‌نماید. از این جهت دارابگرد نخستین مقر حکومتی ساسانیان بوده است.
دارابگرد در عصر ساسانیان اهمیت فراوانی داشته است و بیشنهٔ آثار تاریخی این شهرستان متعلق به این دوره می‌باشد. ضرابخانه بزرگی نیز در دارابگرد دایر بوده که در دوران اسلامی فعال بوده است.

### ورود اسلام
این منطقه در سال ۲۳ هجری توسط سپاهیان مسلمان فتح می‌شود و حکومت آن در اختیار سرداران عرب و سپس در کنترل خاندان شبانکاره قرار می‌گیرد. پس از ورود اسلام این شهر تا قرن پنجم هجری قمری، همواره آبادان بوده است.

### سلجوقیان
در سدهٔ پنجم هجری و به دلیل تهاجم گسترده سلجوقیان دچار آسیب و ویرانی می‌شود و اهالی به ناحیه جدیدی در شرق شهر فعلی به نام تنگ رمبه کوچ می‌نمایند و پس از حمله مجدد سلاجقه به ناحیه جدید و تصرف قلعه مستحکم رمبه که با دسیسه سلاجقه صورت گرفت، اهالی به ناچار به محل فعلی داراب عزیمت می‌کنند. دارابگرد

### حملهٔ مغولان
شهر فعلی نیز در دوران ایلخانان مغول و تیموریان مورد حمله قرار می‌گیرد و خسارات زیادی می‌بیند. .......

### صفویان و زندیان
اما در عصر صفویه با توجه حکام وقت و قرارگرفتن اراضی این شهر تحت عنوان «اراضی خاصه» رو به آبادانی می‌گذارد و به نوشته منابع تاریخی این دوره یکی از پنج وزیرنشین فارس محسوب می‌شده است. این شهر تا دوران زندیه از ولایات مهم فارس بوده است.

### قاجار
درعصر قاجار شهر داراب به دلیل دارا بودن اراضی وسیع و حاصلخیز مورد توجه حکام ایالتی قرارمی گیرد با استقرار ایلات ترک و عرب در اطراف این شهر به صحنه منازعات و درگیری‌های حکومت و ایلات تبدیل می‌شود و از این رهگذر دچار صدمات جدی می‌گردد و از توسعه و پیشرفت بازمی‌ماند.
(منبع :تاریخ مختصر داراب تألیف محمدباقرمهاجر۱۳۸۶)
در حال حاضر مردم این شهرستان به شکل عمده شامل ترک، عرب و فارس زبانان هستند. شهرستان داراب از سکونتگاه‌های ایل خمسه است.

## موقعیت جغرافیایی
هم‌اکنون شهرستان داراب در جنوب خاوری استان فارس قرار دارد. این شهرستان از خاور با شهرستان حاجی‌آباداستان هرمزگان همسایه است. از شمال با شهرستان‌های استهبان و نیریز، از جانب باختر با فسا، و از ناحیه جنوب با شهرستان‌های زرین دشت و لارستان همجوار می‌باشد.

## اقتصاد
مردم علاوه بر کشت محصولاتی مانند گندم، جو، بنشن و پنبه، به باغداری نیز اشتغال دارند. فراورده‌های باغی آن نیز پرتقال، لیمو، نارنگی، گل محمدی لایزنگان و انجیر نوایگان. انگور، انار و خرماست. فرش‌بافی، با طرح کاشان، نیز در داراب رواج دارد. بافت فرش بیشتر در روستاهای نوایگان و تنگ طه انجام می‌گیرد و اعضای شرکت فرش نیز بیشتر از این روستاها می‌باشند.
از نظر صنعتی این شهرستان چندان پیشرفتی نداشته است و در این شهرستان دو کارخانه مهم یکی کارخانه سیمان و دیگر تولید لوله پلی اتیلن وجود دارد. نیروگاه فورگ داراب نیز از منابع تولید انرژی در این شهرستان است.

## فراورده‌های کشاورزی داراب

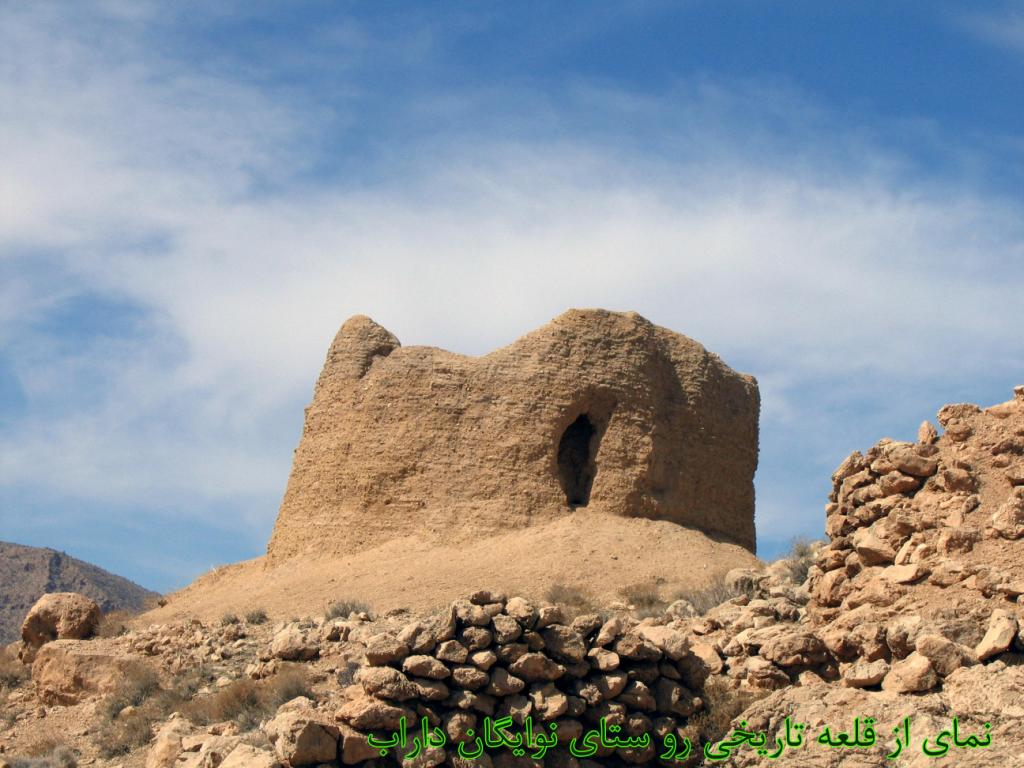
قلعه تاریخی نوایگان

داراب به عنوان اول تولیدکننده پنبه در کشور ایران می‌باشد و بعد از استهبان دارای دومین انجیرستان دیم دنیا می‌باشد که در روستای نوایگان کشت می‌شود. محصولات مهم شهرستان شامل: عسل مرکبات، عسل بهارنارنج، گرده گل، مرکبات، عسل گون انگبین تابستانی گل محمدی که به کاشان فرستاده می‌شود که از آن گلاب برای شستشوی خانه کعبه استفاده می‌کنند.
گندم، مرکبات، پنبه، ذرت و خرما و مرکبات داراب شامل پرتقال، لیمو، نارنگی، نارنج، دارابی، بکرئین می‌باشد که در جنت شهر، فسارود، فورگ و بادامه رستاق تولید می‌شود. مناطق تیزاب، برگان، هشیوار و فسارود بیشترین میزان گندم، ذرت و پنبه داراب را تولید می‌کنند. کاشت گندم در داراب از مهر و آبان آغاز می‌شود. برداشت گندم در اردیبهشت آغاز و تا خردادماه ادامه می‌یابد. پس از برداشت گندم، کشاورزان جای گندم‌ها را که به کلور معروف است آتش می‌زنند تا برای کشت بعدی آماده شود. در روستاهای برگان و تیزاب کشاورزان عمدتاً پس از برداشت گندم، ذرت دانه‌ای می‌کارند اما در هشیوار پنبه رایج‌تر است. داراب همچنین بزرگ‌ترین تولیدکننده گل محمدی دیم کشور با دارا بودن ۵۵۰۰ هکتار گل محمدی دیم می‌باشد که در روستاهای نوایگان و لایزنگان واقع شده است. اما مرکبات داراب بیشتر مربوط به دهستان فسارود شامل روستاهای جونان و کوهگرد و پاسخن و حسن‌آباد و بخش فورگ، جنت شهر و بادامه رستاق می‌باشد وبالش شامل روستاهای (سنگ چارک واب جهان و فتح المبین) و جنت شهر (دهخیر) می‌باشد.
مرکبات داراب به ویژه پرتقال آن بسیار شیرین، آبدار و لذیذ است. در شهر داراب حتی در بلوارها هم نارنج کاشته شده است و این به طراوت و زیبایی شهر می‌افزاید. در بیشتر منازل شهر داراب، جنت شهر، تیزاب، نصروان، برگان و دیگر روستاها درختان زیبای مرکبات وجود دارد.

## ره آوردها
- مهترین افتخار و ره آورد محصولات تولیدشده کشاورزی شهرستان داراب می‌توان به:
- عسل طبیعی و ارگانیک هم چون:عسل ارگانیک که رد فصل بهار تولید می‌شود :عسل‌های طبیعی مرکبات و بهارنارنج و زرد آلو و لیمو و گل‌های بهاری و… نام برد، و شهرستان داراب و بخش جنت به دلیل اقلیم بسیار خوب اب و هوایی در فصل تابستان هم می‌توان زنبورستان را تا اواخر خرداد نگهداری کرد و در زمان عسل‌های ارگانیک کوه و دشت‌ها برداشت کرد که می‌توان به عسل‌های: گِز، پسته کوهی، تنگِز، آویشن، بابُونه و…، نیز اشاره کرد.
- میوه دارابی که گونه خاصی از مرکبات است. نام دیگر آن بتابی می‌باشد.
- شیرینی سمبوسه که با مغز بادام یا گردو یا پودر نارگیل و شکر ساخته می‌شود.
- شیرینی کماج
- شیرینی غرابی
- رب انار تنگ‌طه
- گلاب
- آبلیمو
- خرما
- لیمو
- پرتقال
- انجیر
- انار
- بادام

## تقسیمات کشوری
شهرستان داراب دارای ۵ بخش، ۱۲ دهستان و ۶ شهر به شرح زیر است:
| بخش    | مرکز بخش | جمعیت بخش (۱۳۹۵) | نام دهستان  | مرکز دهستان | جمعیت دهستان (۱۳۹۵) | شهر          | جمعیت شهر (۱۳۹۵)    |
| ------ | -------- | ---------------- | ----------- | ----------- | ------------------- | ------------ | ------------------- |
| مرکزی  | داراب    | ۱۱۶٬۲۱۷ نفر      | هشیوار      | شه نان      | ۱۵٬۴۲۵ نفر          | داراب        | ۷۰٬۲۳۲ نفر          |
| مرکزی  | داراب    | ۱۱۶٬۲۱۷ نفر      | بالش        | سنگ چارک    | ۱۴٬۰۱۳ نفر          | داراب        | ۷۰٬۲۳۲ نفر          |
| مرکزی  | داراب    | ۱۱۶٬۲۱۷ نفر      | بختاجرد     | بختاجرد     | ۹٬۲۱۴ نفر           | داراب        | ۷۰٬۲۳۲ نفر          |
| مرکزی  | داراب    | ۱۱۶٬۲۱۷ نفر      | نصروان      | نصروان      | ۷٬۳۳۳ نفر           | داراب        | ۷۰٬۲۳۲ نفر          |
| جنت    | جنت‌شهر   | ۲۹٬۸۵۲ نفر       | قریه الخیر  | جنت‌شهر      | ۸٬۷۸۲ نفر           | جنت‌شهر       | ۱۳٬۵۹۸ نفر          |
| جنت    | جنت‌شهر   | ۲۹٬۸۵۲ نفر       | قلعه بیابان | قلعه بیابان | ۷٬۴۷۲ نفر           | جنت‌شهر       | ۱۳٬۵۹۸ نفر          |
| فورگ   | دوبرجی   | ۲۲٬۱۳۸ نفر       | فورگ        | دوبرجی      | ۸٬۲۳۷ نفر           | فدامی دوبرجی | ۴٬۰۹۷ نفر ۲٬۹۰۷ نفر |
| فورگ   | دوبرجی   | ۲۲٬۱۳۸ نفر       | آبشور       | فدامی       | ۶٬۸۹۷ نفر           | فدامی دوبرجی | ۴٬۰۹۷ نفر ۲٬۹۰۷ نفر |
| فسارود | پاسخن    | ۱۸٬۳۱۸ نفر       | پاسخن       | پاسخن       | ۸٬۹۵۴ نفر           | پاسخن        | ۱٬۵۴۵ نفر           |
| فسارود | پاسخن    | ۱۸٬۳۱۸ نفر       | فسارود      | مادوان      | ۷٬۸۱۹ نفر           | پاسخن        | ۱٬۵۴۵ نفر           |
| رستاق  | رستاق    | ۱۴٬۳۹۱ نفر       | کوهستان     | تل بارگاه   | ۵٬۵۶۱ نفر           | رستاق        | ۳٬۵۹۸ نفر           |
| رستاق  | رستاق    | ۱۴٬۳۹۱ نفر       | رستاق       | لایزنگان    | ۵٬۲۳۲ نفر           | رستاق        | ۳٬۵۹۸ نفر           |

## مکان‌های گردشگری
شهرستان داراب با دارا بودن آثار تاریخی، فرهنگی و طبیعی یکی از مناطق مهم گردشگری استان فارس محسوب می‌گردد. در ۸ کیلومتری جنوب این شهرستان بنای تاریخی دارابگرد که به قلعه دارابگرد یا قلعه دحیه شهرت دارد و مربوط به دوره هخامنشیان است واقع است که هر ساله شمار زیادی از آن بازدید می‌کنند. دارابگرد بنای شهر قدیم داراب بوده است که به صورت دایره‌ای بزرگ بوده است. دارابگرد اولین شهر مدور در سرزمین ایران است و الگوی معماری این شهر در ساخت شهرهای مدور دیگر مانند تیسفون و گور مورد استفاده قرارمی گیرد که اکنون دیگر از آن بناها اثری نیست جز تلی از خاک و خندقی که به دور شهر کشیده بودند تا در مواقعی که شهر مورد حمله قرار می‌گرفت آن را پرآب نمایند تا دشمن نتواند از خندق و دیوار شهر که بعد از خندق قرار داشت و اکنون به صورت خاکریزی باقی‌مانده عبور نماید. همچنین بقعه دحیه کلبی از اصحاب پیامبر اسلام و امامزاده پیرمراد در این شهرستان قرار دارد. از مناطق زیبای طبیعی می‌توان به منطقه رودبال اشاره کرد که در ایام مختلف سال به‌ویژه در فروردین ماه پذیرای جمع کثیری از مردم می‌باشد.
- آتشکده آذرخش (مشهور به مسجد سنگی) در فاصله هفت کیلومتری جنوب شرقی شهر داراب و در دامنه کوهی مشهور به کوه پهنا بنایی در دل کوه وجود دارد که در نزد اهالی مشهور به مسجد سنگی می‌باشد این بنا که به اعتقاد برخی در ابتدا معبد مهر پرستان آریایی بوده در عصر ساسانیان (یا قبل از آن) تبدیل به آتشکده می‌شود؛ و در زمره آتشکده‌های مهم زرتشتیان بوده است. پس از اسلام نیز برای این معبد در قسمت جلوی آن محرابی می‌سازند و آن را به مسجد تبدیل می‌کنند. در کنار معبد قسمتی وجود دارد که مخصوص استراحت خادمان معبد بوده است.
- نقش شاپور در فاصله چهار کیلومتری جنوب شهر داراب و در دامنه جنوبی کوه پهنا نقش مهمی از دوران ساسانیان قرار دارد که در نزد اهالی به نقش رستم یا نقش شاهپور مشهور می‌باشد این نقش که در ارتفاع ۷ متری از سطح زمین نقش گردیده صحنه پیروزی پادشاه ساسانی بر سپاه روم را نشان می‌دهد. مساحت نقش حدود ۶۳ متر مربع می‌باشد و در وسط آن تصویر پادشاه سوار بر اسب دیده می‌شود و در مقابل آن تصویر اسرای رومی با سرهای برهنه همراه با فرماندهانشان و یک کالسکه همراه با غنائم جنگی قرار دارد. فرمانده سپاه روم از پادشاه ایران طلب عفو می‌نماید و پادشاه به علامت بخشش دست خود را بر سر وی قرار داده است.
- مسجدجامع داراب تنها مسجد تاریخی چهارمناره‌ای جهان و قدیمی‌ترین اثر تاریخی در مرکز شهر داراب
- آبشار فدامی که در بخش فورگ قرار دارد این آبشار عریض‌ترین آبشار ایران با دارا بودن چشمه‌های آب شور و شیرین و آب گرم و سرد یک اثر طبیعی بسیار زیبا می‌باشد.
- آتشکده آذرجوی یکی از آتشکده‌های عصر ساسانی، در فاصله ۱۰ کیلومتری غرب شهر قرار گرفته است این آتشکده که بنا به گفته مسعودی در مورج الذهب از مقدس‌ترین و مهم‌ترین آتشکده‌های زرتشتیان محسوب می‌شده همانند اکثر آتشگاه‌های این دوره به سبک چهار تاقی با گنبد مدور و بر روی صفحه عظیمی بنا شده است.
- قصر بهرام در ۲۶ کیلومتری شمال داراب.
- قصر آئینه (قصر دختر) (تنگ چک چک) که به آن قصر دختر هم می‌گویند در هشت کیلومتری روستای رستاق و در جنوب شرقی آن قرار دارد.
- برج شاه نشین یا قلعه طلوع شجر این قصر در جنوب روستای رستاق قرار دارد. بر قله کوهی در این محل آثار برج بزرگی دیده می‌شود که این برج به نام «شاه نشین» معروف است. در نزدیکی آن آثار آسیابی دیده می‌شود که با باد کار می‌کرده و اینک به «آسیاب بادی» شهرت دارد.
- آسیاب سنگی در قسمت شمالی مسجد سنگی یا آتشکده آذرخش دارابگرد آسیاب سنگی بزرگی قرار دارد که در دل کوه ساخته شده است این آسیاب دارای دو استوانه سنگی عظیم در بالای کوه است که از طریق آن‌ها آب مورد نیاز آسیاب تأمین می‌شده است.
- قصر کیامرث این قصر در نزدیکی روستای نصیر آباد فورگ (داراب) و در شرق داراب قرار دارد آثار ساختمان گلی و آجری در آنجا دیده می‌شود قصر کیامرث یا کیومرث توسط بهمن پسر اسفندیار، پسر لهراسب ساخته شده است آثار آن موجود و در جوار روستای شاهمرز فرگ قرار دارد. در کنار جاده آسفالته قدیم داراب به بندرعباس قرار دارد و کسانی که از داراب به بندر عباس مسافرت می‌کنند آن را می‌بینند. این قصر که از دور به شکل کوهی خودنمایی می‌کند در بین اهالی به کوه بهمنی مشهور است.
- لایزنگان روستای هدف گردش استان فارس و تولیدکننده بیشترین گل محمدی کشور
- روستای نوایگان که به عنوان روستای نمونه گردشگری استان فارس انتخاب شده و تغییراتی در بافت روستا جهت هرچه بیشتر سنتی شدن روستا انجام داده‌اند که از جمله سنگ‌فرش کردن بیشتر کوچه‌ها به جای آسفالت می‌باشد. البته به جز خود روستا آبادی‌هایی که در کوه‌های اطراف روستا قرار دارد نیز از جمله مناطقی است که گردشگران زیادی را به خود جلب می‌کند.
- سد رودبال
- چشمه گلابی
- باغ‌های جنت شهر
- باغ‌های فسارود
- آبشار کاسه رود
- خرچنگ (جنت شهر)
- قلعه پیشاهنگان کهتکان (ازبین رفته است)
- حرم پیر مراد در سه کیلومتری جاده قدیم داراب - فسا
- حرمدحیه کلبی در ۸ کیلومتری جاده داراب-شیراز

### آبشارهای تنگه رغز داراب
در موقعیت جغرافیایی E5417 N۲۸۵۳ در استان فارس واقع است. تنگه رغز در ۳۰ کیلومتری شهرستان داراب و در جنوب استان فارس قرار دارد. این تنگه که از دو طرف با دیواره‌هایی بلند محصور شده است. به دلیل وجود چشمه‌های فراوان در این دره ۶۴ آبشار جاری شده که از این تعداد ۱۲ آبشار نیازمند فرود با طناب است. ارتفاع فرودها حداقل ۶ تا حداکثر ۶۵ متر و مابقی آبشارها با پرش در آب قابل گذر است. حوضچه‌های زیر آبشارها حداقل ۶ و حداکثر ۲۰ متر عمق دارند.
دره رغز به طول تقریبی ۴ کیلومتر در امتداد شمال به جنوب از سرچشمه رغز تا دره جنوب ۶۰ آبشار و حوضچه طبیعی را در خود جای داده است که تنها ۱۴ آبشار و آبگیر دره جنوبی مورد توجه عموم مردم و کوهنوردان بوده است و با رسیدن به آخرین آبشار دره جنوبی به ارتفاع ۳۵ متر دره جنوبی به بن‌بست می‌رسد. منطقه سرچشمه رغز نیز که از مسیر دیگری پیمایش می‌گردد، جنگلی زیباست که محل آغاز آب رغز است و رسیدن به این منطقه نیز با ۳ ساعت کوهپیمایی امکان‌پذیر است. آب رغز که از این منطقه آغاز می‌گردد با ایجاد حوضچه‌ها و آبشارهای طبیعی تا دره جنوبی امتداد و نهایتاً در آبگیرهای انتهایی به زمین بازمی‌گردد.
از منطقه سرچشمه نیز بدون وسایل فنی امکان بازدید از چندین حوضچه و آبشار مسیر است و نهایتاً با رسیدن به آبشار بلندی به طول ۲۳ متر کوهپیمایان متوقف می‌شوند در حد واسط منطقه سرچشمه و دره جنوبی رغز ده‌ها آبشار و آبگیرهای زیبا و طبیعت بکر تنها با استفاده از وسایل فنی امکان پیمایش می‌یابد.
آبشارهای این تنگه عبارتند از: آبشار نگین به ارتفاع ۱۶ متر، عمق آب ۸ متر و طول حوضچه ۴۱ متر، آبشار بوم رنگ به ارتفاع ۷ متر، عمق آب ۸ متر و طول حوضچه ۳۱ متر، آبشار مسعود به ارتفاع ۸ متر، عمق آب ۱۲ متر و طول حوضچه ۱۵ متر، آبشار گلاب حوضچه به ارتفاع ۱۱ متر، عمق آب ۷ متر و طول حوضچه ۱۲ متر، آبشار فتح به ارتفاع ۸ متر، عمق آب ۱/۵ متر و طول حوضچه ۶ متر، آبشار حکمت به ارتفاع ۱۱ متر، عمق آب ۱۵ متر و طول حوضچه ۳۲ متر، آبشار کبوتر به ارتفاع ۲۵ متر، عمق آب ۲۰ متر و طول حوضچه ۶ متر، آبشار جام به ارتفاع ۹ متر، عمق آب ۶ متر و طول حوضچه ۳۶ متر، آبشار دماغه (فراز) به ارتفاع ۱۲ متر، عمق آب ۲ متر و طول حوضچه ۴ متر، آبشار آذرخش به ارتفاع ۶۵ متر، عمق آب ۶ متر و طول حوضچه ۱۱ متر، آبشار یادگار به ارتفاع ۴ متر، عمق آب ۸ متر و طول حوضچه ۱۱ متر، آبشار وداع به ارتفاع ۴۶ متر، عمق آب ۱۰ متر و طول حوضچه ۷ متر

## مراکز صنعتی و کارخانه‌ها
کارخانه سیمان داراب مهم‌ترین مرکز صنعتی این شهرستان محسوب می‌شود. سایر مراکز صنعتی این شهرستان عبارتند از:
- کارخانه گلاب‌گیری لایزنگان
- کارخانه پلی اتیلن امید داراب
- کارخانه شیر داراب لبن
- کارخانه صنایع تقطیر ساغر
- کارخانه خوراک دام دردانه داراب

## عالمان دینی
- سید محمد علی نسابه
- یحیی انصاری شیرازی
- عبدالمهدی عندلیبی
- محمد علی شرعی
- سید جعفر کشفی دارابی بروجردی

## دانشگاه‌ها و مراکز علمی
شهرستان داراب دارای مراکز متعدد دانشگاهی می‌باشد که از آن جمله می‌توان به موارد زیر اشاره کرد:
- ایستگاه تحقیقات کشاورزی داراب
- دانشکده کشاورزی و منابع طبیعی داراب
- دانشگاه آزاد اسلامی داراب
- دانشگاه پیام نور داراب
- آموزشکده فنی و حرفه ای حکیم عباس دارابی
- دانشکده پیراپزشکی داراب